# Maira elegans
Maira elegans är en tvåvingeart som först beskrevs av Walker 1855.  Maira elegans ingår i släktet Maira och familjen rovflugor. Inga underarter finns listade i Catalogue of Life.